# Henry Sonntag
Henry Sonntag (geb. 5. Dezember 1926; gest. 10. Mai 2016) war ein deutscher Turner.
Er stammte aus Langenberg bei Hohenstein-Ernstthal und trat zu Wettkämpfen für die BSG Fortschritt Hohenstein-Ernstthal an.
Sonntag erkämpfte bei den DDR-Meisterschaften 1953 im Mehrkampf, an den Ringen und am Boden Bronze. Am Reck erreichte er die Silbermedaille. Bei den ersten beiden Deutschen Turn- und Sportfesten 1954 und 1956, jeweils in Leipzig ausgetragen, gewann er jeweils den Deutschen Mehrkampf, ein mit neun turnerischen und drei leichtathletischen Disziplinen ausgeführter Wettkampf. Sonntag gehörte mehrfach DDR-Vertretungen bei Länderkämpfen an.
Später wirkte Sonntag erfolgreich als Trainer beim SC DHfK Leipzig. So trainierte er zum Beispiel Sven Tippelt in dessen ersten Jahren im Turnsport.
Seinen Ruhestand verbrachte er mit seiner Frau Roselore Sonntag in Geringswalde. Beide hatten sich am 17. Juni 1953 bei einem Wettkampf in Erfurt kennengelernt.